# Pakistan Zindabad
Pakistan Zindabad (em urdu: پاکِستان زِندہ‌باد, lit.  "Vida Longa ao Paquistão") é um slogan patriótico usado pelos paquistaneses em demonstrações de nacionalismo paquistanês. A frase se tornou popular entre os muçulmanos da Índia britânica após a publicação em 1933 da "Declaração do Paquistão" por Choudhry Rahmat Ali, que argumentou que a minoria muçulmana na Índia Britânica — particularmente nas regiões de maioria muçulmana de Panjabe, Afegânia, Caxemira, Sinde e Baluchistão — constituía uma nação de natureza irrevogavelmente distinta do resto da Índia em "bases religiosas, sociais e históricas" devido principalmente à questão da unidade hindu-muçulmana. A ideologia de Ali foi adotada pela Liga Muçulmana como a "teoria das duas nações" e, por fim, impulsionou o Movimento pelo Paquistão, que levou à partição da Índia Britânica. Durante esse período, "Pakistan Zindabad" tornou-se um slogan e saudação amplamente utilizado na Liga Muçulmana e, após a criação do Paquistão, também foi usado como grito de guerra por muçulmanos que migravam da Índia para o estado recém-independente, bem como por aqueles que já estavam dentro das fronteiras do Paquistão. O slogan é comumente invocado por cidadãos paquistaneses e instituições estatais paquistanesas em feriados nacionais, em tempos de conflito armado e em outras ocasiões importantes.